# Collegio elettorale di Modena (Regno d'Italia)
Il collegio elettorale di Modena è stato un collegio elettorale uninominale e di lista del Regno d'Italia per l'elezione della Camera dei deputati.

## Storia
Il collegio uninominale venne istituito, insieme ad altri 442, tramite regio decreto 17 dicembre 1860, n. 4513.
Successivamente divenne collegio plurinominale tramite regio decreto 24 settembre 1882, n. 999, in seguito alla riforma che stabilì complessivamente 135 collegi elettorali.
Tornò poi ad essere un collegio uninominale tramite regio decreto 14 giugno 1891, n. 280, in seguito alla riforma che stabilì complessivamente 508 collegi elettorali.
Fu soppresso nel 1919 in seguito alla riforma che definì 54 collegi elettorali.
| Legislature           | VIII | IX   | X    | XI   | XII  | XIII | XIV  | XV   | XVI  | XVII | XVIII | XIX  | XX   | XXI  | XXII | XXIII | XXIV | XXV  | XXVI | XXVII | XXVIII | XXIX | XXX  |
| --------------------- | ---- | ---- | ---- | ---- | ---- | ---- | ---- | ---- | ---- | ---- | ----- | ---- | ---- | ---- | ---- | ----- | ---- | ---- | ---- | ----- | ------ | ---- | ---- |
| Elezioni              | 1861 | 1865 | 1867 | 1870 | 1874 | 1876 | 1880 | 1882 | 1886 | 1890 | 1892  | 1895 | 1897 | 1900 | 1904 | 1909  | 1913 | 1919 | 1921 | 1924  | 1929   | 1934 | 1939 |
| Deputati nel collegio | 1    | 1    | 1    | 1    | 1    | 1    | 1    | 5    | 5    | 5    | 1     | 1    | 1    | 1    | 1    | 1     | 1    |      |      |       |        |      |      |
|                       |      |      |      |      |      |      |      |      |      |      |       |      |      |      |      |       |      |      |      |       |        |      |      |
| Totale eletti         | 443  | 493  | 493  | 508  | 508  | 508  | 508  | 508  | 508  | 508  | 508   | 508  | 508  | 508  | 508  | 508   | 508  | 508  | 535  | 535   | 400    | 400  |      |
| Numero collegi        | 443  | 493  | 493  | 508  | 508  | 508  | 508  | 135  | 135  | 135  | 508   | 508  | 508  | 508  | 508  | 508   | 508  | 54   | 40   | 15    | 1      | 1    |      |

## Dati elettorali
Nel collegio si svolsero elezioni per diciassette legislature.

### VIII legislatura
Le votazioni si svolsero in 443 collegi uninominali a doppio turno. Come previsto dalla legge elettorale del 17 dicembre 1860, era eletto al primo turno il candidato che «riunisce in suo favore più del terzo dei voti del total numero dei membri componenti il collegio e più della metà dei suffragi dati dai votanti presenti all'adunanza» (art. 91). Se nessun candidato era eletto, al ballottaggio tra i due candidati con più voti era eletto chi otteneva il maggior numero di voti (art. 92) o, in caso di ugual numero di voti, il maggiore d'età (art. 93).
| Partito                            | Partito                            | Candidato                          | Risultati 27 gennaio 1861 | Risultati 27 gennaio 1861 |
| Partito                            | Partito                            | Candidato                          | Voti                      | %                         |
| ---------------------------------- | ---------------------------------- | ---------------------------------- | ------------------------- | ------------------------- |
|                                    | —                                  | Giuseppe Malmusi                   | 530                       | 67,52                     |
|                                    | —                                  | Gaetano Parenti                    | 255                       | 32,48                     |
|                                    |                                    |                                    |                           |                           |
| Iscritti                           | Iscritti                           | Iscritti                           | 1 355                     | 100,00                    |
| ↳ Votanti (% su iscritti)          | ↳ Votanti (% su iscritti)          | ↳ Votanti (% su iscritti)          | 812                       | 59,93                     |
| ↳ Voti validi (% su votanti)       | ↳ Voti validi (% su votanti)       | ↳ Voti validi (% su votanti)       | 785                       | 96,67                     |
| ↳ Schede non valide (% su votanti) | ↳ Schede non valide (% su votanti) | ↳ Schede non valide (% su votanti) | 27                        | 3,33                      |
| ↳ Astenuti (% su iscritti)         | ↳ Astenuti (% su iscritti)         | ↳ Astenuti (% su iscritti)         | 543                       | 40,07                     |

L'onorevole Malmusi si dimise il 24 febbraio 1862 e fu indetta un'elezione suppletiva per il 6 aprile 1862.
| Partito                            | Partito                            | Candidato                          | Risultati 6 aprile 1862 | Risultati 6 aprile 1862 |
| Partito                            | Partito                            | Candidato                          | Voti                    | %                       |
| ---------------------------------- | ---------------------------------- | ---------------------------------- | ----------------------- | ----------------------- |
|                                    | —                                  | Claudio Sandonnini                 | 619                     | 91,84                   |
|                                    | —                                  | Leonardo Salimbeni                 | 55                      | 8,16                    |
|                                    |                                    |                                    |                         |                         |
| Iscritti                           | Iscritti                           | Iscritti                           | 1 411                   | 100,00                  |
| ↳ Votanti (% su iscritti)          | ↳ Votanti (% su iscritti)          | ↳ Votanti (% su iscritti)          | 731                     | 51,81                   |
| ↳ Voti validi (% su votanti)       | ↳ Voti validi (% su votanti)       | ↳ Voti validi (% su votanti)       | 674                     | 92,20                   |
| ↳ Schede non valide (% su votanti) | ↳ Schede non valide (% su votanti) | ↳ Schede non valide (% su votanti) | 57                      | 7,80                    |
| ↳ Astenuti (% su iscritti)         | ↳ Astenuti (% su iscritti)         | ↳ Astenuti (% su iscritti)         | 680                     | 48,19                   |

### IX legislatura
Le votazioni si svolsero in 493 collegi uninominali a doppio turno con la stessa normativa precedente (al primo turno un numero di voti maggiore di un terzo degli iscritti al voto).
| Partito                            | Partito                            | Candidato                          | Primo turno 22 ottobre 1865 | Primo turno 22 ottobre 1865 | Ballottaggio 29 ottobre 1865 | Ballottaggio 29 ottobre 1865 |
| Partito                            | Partito                            | Candidato                          | Voti                        | %                           | Voti                         | %                            |
| ---------------------------------- | ---------------------------------- | ---------------------------------- | --------------------------- | --------------------------- | ---------------------------- | ---------------------------- |
|                                    | —                                  | Nicola Fabrizi                     | 685                         | 62,56                       | 711                          | 69,23                        |
|                                    | —                                  | Claudio Sandonnini                 | 410                         | 37,44                       | 316                          | 30,77                        |
|                                    |                                    |                                    |                             |                             |                              |                              |
| Iscritti                           | Iscritti                           | Iscritti                           | 2 369                       | 100,00                      | 2 369                        | 100,00                       |
| ↳ Votanti (% su iscritti)          | ↳ Votanti (% su iscritti)          | ↳ Votanti (% su iscritti)          | 1 163                       | 49,09                       | 1 037                        | 43,77                        |
| ↳ Voti validi (% su votanti)       | ↳ Voti validi (% su votanti)       | ↳ Voti validi (% su votanti)       | 1 095                       | 94,15                       | 1 027                        | 99,04                        |
| ↳ Schede non valide (% su votanti) | ↳ Schede non valide (% su votanti) | ↳ Schede non valide (% su votanti) | 68                          | 5,85                        | 10                           | 0,96                         |
| ↳ Astenuti (% su iscritti)         | ↳ Astenuti (% su iscritti)         | ↳ Astenuti (% su iscritti)         | 1 206                       | 50,91                       | 1 332                        | 56,23                        |

### X legislatura
Le votazioni si svolsero in 493 collegi uninominali a doppio turno con la stessa normativa precedente (al primo turno un numero di voti maggiore di un terzo degli iscritti al voto).
| Partito                            | Partito                            | Candidato                          | Primo turno 10 marzo 1867 | Primo turno 10 marzo 1867 | Ballottaggio 17 marzo 1867 | Ballottaggio 17 marzo 1867 |
| Partito                            | Partito                            | Candidato                          | Voti                      | %                         | Voti                       | %                          |
| ---------------------------------- | ---------------------------------- | ---------------------------------- | ------------------------- | ------------------------- | -------------------------- | -------------------------- |
|                                    | —                                  | Nicola Fabrizi                     | 494                       | 46,08                     | 656                        | 50,70                      |
|                                    | —                                  | Giuseppe Campori                   | 578                       | 53,92                     | 638                        | 49,30                      |
|                                    |                                    |                                    |                           |                           |                            |                            |
| Iscritti                           | Iscritti                           | Iscritti                           | 2 374                     | 100,00                    | 2 374                      | 100,00                     |
| ↳ Votanti (% su iscritti)          | ↳ Votanti (% su iscritti)          | ↳ Votanti (% su iscritti)          | 1 140                     | 48,02                     | 1 308                      | 55,10                      |
| ↳ Voti validi (% su votanti)       | ↳ Voti validi (% su votanti)       | ↳ Voti validi (% su votanti)       | 1 072                     | 94,04                     | 1 294                      | 98,93                      |
| ↳ Schede non valide (% su votanti) | ↳ Schede non valide (% su votanti) | ↳ Schede non valide (% su votanti) | 68                        | 5,96                      | 14                         | 1,07                       |
| ↳ Astenuti (% su iscritti)         | ↳ Astenuti (% su iscritti)         | ↳ Astenuti (% su iscritti)         | 1 234                     | 51,98                     | 1 066                      | 44,90                      |

### XI legislatura
Le votazioni si svolsero in 508 collegi uninominali a doppio turno con la normativa del 1860 (al primo turno un numero di voti maggiore di un terzo degli iscritti al voto).
| Partito                            | Partito                            | Candidato                          | Primo turno 20 novembre 1870 | Primo turno 20 novembre 1870 | Ballottaggio 27 novembre 1880 | Ballottaggio 27 novembre 1880 |
| Partito                            | Partito                            | Candidato                          | Voti                         | %                            | Voti                          | %                             |
| ---------------------------------- | ---------------------------------- | ---------------------------------- | ---------------------------- | ---------------------------- | ----------------------------- | ----------------------------- |
|                                    | —                                  | Nicola Fabrizi                     | 553                          | 61,58                        | 718                           | 63,15                         |
|                                    | —                                  | Leonardo Salimbeni                 | 345                          | 38,42                        | 419                           | 36,85                         |
|                                    |                                    |                                    |                              |                              |                               |                               |
| Iscritti                           | Iscritti                           | Iscritti                           | 2 350                        | 100,00                       | 2 350                         | 100,00                        |
| ↳ Votanti (% su iscritti)          | ↳ Votanti (% su iscritti)          | ↳ Votanti (% su iscritti)          | 980                          | 41,70                        | 1 153                         | 49,06                         |
| ↳ Voti validi (% su votanti)       | ↳ Voti validi (% su votanti)       | ↳ Voti validi (% su votanti)       | 898                          | 91,63                        | 1 137                         | 98,61                         |
| ↳ Schede non valide (% su votanti) | ↳ Schede non valide (% su votanti) | ↳ Schede non valide (% su votanti) | 82                           | 8,37                         | 16                            | 1,39                          |
| ↳ Astenuti (% su iscritti)         | ↳ Astenuti (% su iscritti)         | ↳ Astenuti (% su iscritti)         | 1 370                        | 58,30                        | 1 197                         | 50,94                         |

### XII legislatura
Le votazioni si svolsero in 508 collegi uninominali a doppio turno con la normativa del 1860 (al primo turno un numero di voti maggiore di un terzo degli iscritti al voto).
| Partito                            | Partito                            | Candidato                          | Primo turno 8 novembre 1874 | Primo turno 8 novembre 1874 | Ballottaggio 15 novembre 1874 | Ballottaggio 15 novembre 1874 |
| Partito                            | Partito                            | Candidato                          | Voti                        | %                           | Voti                          | %                             |
| ---------------------------------- | ---------------------------------- | ---------------------------------- | --------------------------- | --------------------------- | ----------------------------- | ----------------------------- |
|                                    | —                                  | Nicola Fabrizi                     | 587                         | 55,27                       | 618                           | 57,76                         |
|                                    | —                                  | Antonio Araldi                     | 326                         | 30,70                       | 452                           | 42,24                         |
|                                    | —                                  | Claudio Sandonnini                 | 149                         | 14,03                       |                               |                               |
|                                    |                                    |                                    |                             |                             |                               |                               |
| Iscritti                           | Iscritti                           | Iscritti                           | 2 463                       | 100,00                      | 2 463                         | 100,00                        |
| ↳ Votanti (% su iscritti)          | ↳ Votanti (% su iscritti)          | ↳ Votanti (% su iscritti)          | 1 095                       | 44,46                       | 1 088                         | 44,17                         |
| ↳ Voti validi (% su votanti)       | ↳ Voti validi (% su votanti)       | ↳ Voti validi (% su votanti)       | 1 062                       | 96,99                       | 1 070                         | 98,35                         |
| ↳ Schede non valide (% su votanti) | ↳ Schede non valide (% su votanti) | ↳ Schede non valide (% su votanti) | 33                          | 3,01                        | 18                            | 1,65                          |
| ↳ Astenuti (% su iscritti)         | ↳ Astenuti (% su iscritti)         | ↳ Astenuti (% su iscritti)         | 1 368                       | 55,54                       | 1 375                         | 55,83                         |

### XIII legislatura
Le votazioni si svolsero in 508 collegi uninominali a doppio turno con la normativa del 1860 (al primo turno un numero di voti maggiore di un terzo degli iscritti al voto).
| Partito                            | Partito                            | Candidato                          | Risultati 5 novembre 1876 | Risultati 5 novembre 1876 |
| Partito                            | Partito                            | Candidato                          | Voti                      | %                         |
| ---------------------------------- | ---------------------------------- | ---------------------------------- | ------------------------- | ------------------------- |
|                                    | —                                  | Nicola Fabrizi                     | 885                       | 81,64                     |
|                                    | —                                  | Paolo Ferrari                      | 199                       | 18,36                     |
|                                    |                                    |                                    |                           |                           |
| Iscritti                           | Iscritti                           | Iscritti                           | 2 450                     | 100,00                    |
| ↳ Votanti (% su iscritti)          | ↳ Votanti (% su iscritti)          | ↳ Votanti (% su iscritti)          | 1 116                     | 45,55                     |
| ↳ Voti validi (% su votanti)       | ↳ Voti validi (% su votanti)       | ↳ Voti validi (% su votanti)       | 1 084                     | 97,13                     |
| ↳ Schede non valide (% su votanti) | ↳ Schede non valide (% su votanti) | ↳ Schede non valide (% su votanti) | 32                        | 2,87                      |
| ↳ Astenuti (% su iscritti)         | ↳ Astenuti (% su iscritti)         | ↳ Astenuti (% su iscritti)         | 1 334                     | 54,45                     |

### XIV legislatura
Le votazioni si svolsero in 508 collegi uninominali a doppio turno con la normativa del 1860 (al primo turno un numero di voti maggiore di un terzo degli iscritti al voto).
| Partito                            | Partito                            | Candidato                          | Primo turno 16 maggio 180 | Primo turno 16 maggio 180 | Ballottaggio 23 maggio 1880 | Ballottaggio 23 maggio 1880 |
| Partito                            | Partito                            | Candidato                          | Voti                      | %                         | Voti                        | %                           |
| ---------------------------------- | ---------------------------------- | ---------------------------------- | ------------------------- | ------------------------- | --------------------------- | --------------------------- |
|                                    | —                                  | Nicola Fabrizi                     | 705                       | 78,60                     | 698                         | 89,83                       |
|                                    | —                                  | Adeodato Bonasi                    | 192                       | 21,40                     | 79                          | 10,17                       |
|                                    |                                    |                                    |                           |                           |                             |                             |
| Iscritti                           | Iscritti                           | Iscritti                           | 2 586                     | 100,00                    | 2 586                       | 100,00                      |
| ↳ Votanti (% su iscritti)          | ↳ Votanti (% su iscritti)          | ↳ Votanti (% su iscritti)          | 931                       | 36,00                     | 785                         | 30,36                       |
| ↳ Voti validi (% su votanti)       | ↳ Voti validi (% su votanti)       | ↳ Voti validi (% su votanti)       | 897                       | 96,35                     | 777                         | 98,98                       |
| ↳ Schede non valide (% su votanti) | ↳ Schede non valide (% su votanti) | ↳ Schede non valide (% su votanti) | 34                        | 3,65                      | 8                           | 1,02                        |
| ↳ Astenuti (% su iscritti)         | ↳ Astenuti (% su iscritti)         | ↳ Astenuti (% su iscritti)         | 1 655                     | 64,00                     | 1 801                       | 69,64                       |

### XV legislatura
Le votazioni si svolsero in 135 collegi plurinominali a doppio turno. Come previsto dalla legge elettorale politica del 24 settembre 1882, erano eletti al primo turno i candidati che «hanno ottenuto il maggior numero di voti, purché questo numero oltrepassi l'ottavo del numero degli elettori iscritti» (art. 74) secondo il numero di deputati previsto per il collegio; se il numero di eletti era inferiore al numero di deputati, il ballottaggio era tra i non eletti (in numero doppio rispetto ai deputati ancora da eleggere) che avevano il maggior numero di voti (art. 75) ed era eletto chi otteneva il maggior numero di voti nella seconda votazione (art. 77) oppure, in caso di ugual numero di voti, il maggiore d'età (art. 78).
| Partito                    | Partito                    | Candidato                  | Primo turno 29 ottobre 1882 | Primo turno 29 ottobre 1882 | Ballottaggio 5 novembre 1882 | Ballottaggio 5 novembre 1882 |
| Partito                    | Partito                    | Candidato                  | Voti                        | %                           | Voti                         | %                            |
| -------------------------- | -------------------------- | -------------------------- | --------------------------- | --------------------------- | ---------------------------- | ---------------------------- |
|                            | —                          | Nicola Fabrizi             | 8 046                       | 79,85                       |                              |                              |
|                            | —                          | Antonio Gandolfi           | 5 934                       | 58,89                       |                              |                              |
|                            | —                          | Francesco Borsari          | 4 941                       | 49,04                       |                              |                              |
|                            | —                          | Giuseppe Basini            | 4 880                       | 48,43                       |                              |                              |
|                            | —                          | Antonio Araldi             | 2 170                       | 21,54                       | 3 251                        | 78,74                        |
|                            | —                          | Claudio Sandonini          | 2 122                       | 21,06                       | 766                          | 18,55                        |
|                            | —                          | Cesare Razzaboni           | 2 077                       | 20,61                       |                              |                              |
|                            | —                          | Pietro Tacchini            | 1 213                       | 12,04                       |                              |                              |
|                            | —                          | Giovanni Bertolucci        | 1 090                       | 10,82                       |                              |                              |
|                            | —                          | Agostino Bertani           | 1 006                       | 9,98                        |                              |                              |
|                            | —                          | Mario Panizza              | 985                         | 9,78                        |                              |                              |
|                            | —                          | Carlo Gallini              | 819                         | 8,13                        |                              |                              |
|                            | —                          | Felice Cavallotti          | 759                         | 7,53                        |                              |                              |
|                            | —                          | Luigi Castellazzo          | 560                         | 5,56                        |                              |                              |
|                            | —                          | Erminio Ferrari            | 157                         | 1,56                        |                              |                              |
|                            | —                          | Luigi Pistoni              | 130                         | 1,29                        |                              |                              |
|                            |                            |                            |                             |                             |                              |                              |
| Iscritti                   | Iscritti                   | Iscritti                   | 19 701                      | 100,00                      | 19 701                       | 100,00                       |
| ↳ Votanti (% su iscritti)  | ↳ Votanti (% su iscritti)  | ↳ Votanti (% su iscritti)  | 10 076                      | 51,14                       | 4 129                        | 20,96                        |
| ↳ Astenuti (% su iscritti) | ↳ Astenuti (% su iscritti) | ↳ Astenuti (% su iscritti) | 9 625                       | 48,86                       | 15 572                       | 79,04                        |

Poiché soltanto 4 candidati avevano raggiunto il quorum previsto dall'articolo 74 della legge elettorale, fu effettuato il ballottaggio tra Araldi e Sandonini.
L'onorevole Fabrizi morì il 31 marzo 1885 e fu indetta un'elezione suppletiva per il 22 aprile 1885.
| Partito                            | Partito                            | Candidato                          | Risultati 22 aprile 1885 | Risultati 22 aprile 1885 |
| Partito                            | Partito                            | Candidato                          | Voti                     | %                        |
| ---------------------------------- | ---------------------------------- | ---------------------------------- | ------------------------ | ------------------------ |
|                                    | —                                  | Massimiliano Menotti               | 5 156                    | 50,56                    |
|                                    | —                                  | Giovanni Tabacchi                  | 4 802                    | 47,09                    |
|                                    | —                                  | Cesare Marani                      | 240                      | 2,35                     |
|                                    |                                    |                                    |                          |                          |
| Iscritti                           | Iscritti                           | Iscritti                           | 22 353                   | 100,00                   |
| ↳ Votanti (% su iscritti)          | ↳ Votanti (% su iscritti)          | ↳ Votanti (% su iscritti)          | 10 555                   | 47,22                    |
| ↳ Voti validi (% su votanti)       | ↳ Voti validi (% su votanti)       | ↳ Voti validi (% su votanti)       | 10 198                   | 96,62                    |
| ↳ Schede non valide (% su votanti) | ↳ Schede non valide (% su votanti) | ↳ Schede non valide (% su votanti) | 357                      | 3,38                     |
| ↳ Astenuti (% su iscritti)         | ↳ Astenuti (% su iscritti)         | ↳ Astenuti (% su iscritti)         | 11 798                   | 52,78                    |

### XVI legislatura
Le votazioni si svolsero in 135 collegi plurinominali a doppio turno con la normativa del 1882 (al primo turno un numero di voti maggiore di un ottavo degli iscritti al voto).
| Partito                    | Partito                    | Candidato                  | Risultati 23 maggio 1886 | Risultati 23 maggio 1886 |
| Partito                    | Partito                    | Candidato                  | Voti                     | %                        |
| -------------------------- | -------------------------- | -------------------------- | ------------------------ | ------------------------ |
|                            | —                          | Antonio Gandolfi           | 5 296                    | 52,23                    |
|                            | —                          | Giovanni Tabacchi          | 5 067                    | 49,97                    |
|                            | —                          | Adeodato Bonasi            | 5 005                    | 49,36                    |
|                            | —                          | Massimiliano Menotti       | 4 880                    | 48,13                    |
|                            | —                          | Cesare Razzaboni           | 4 792                    | 47,26                    |
|                            | —                          | Giuseppe Basini            | 4 488                    | 44,26                    |
|                            | —                          | Antonio Araldi             | 4 381                    | 43,21                    |
|                            | —                          | Francesco Borsari          | 2 835                    | 27,96                    |
|                            | —                          | Cesare Marverti            | 1 773                    | 17,49                    |
|                            |                            |                            |                          |                          |
| Iscritti                   | Iscritti                   | Iscritti                   | 22 466                   | 100,00                   |
| ↳ Votanti (% su iscritti)  | ↳ Votanti (% su iscritti)  | ↳ Votanti (% su iscritti)  | 10 140                   | 45,13                    |
| ↳ Astenuti (% su iscritti) | ↳ Astenuti (% su iscritti) | ↳ Astenuti (% su iscritti) | 12 326                   | 54,87                    |

Ci fu l'annullamento dell'elezione del deputato Razzaboni il 19 dicembre 1886 per incompatibilità, essendo egli, oltre che  professore ordinario di idraulica pratica nell'Università di Bologna, direttore della Scuola di applicazione per gli ingegneri in quella città con uno stipendio di lire 2,000. Fu indetta un'elezione suppletiva per il 16 gennaio 1887
| Partito                            | Partito                            | Candidato                          | Risultati 16 gennaio 1887 | Risultati 16 gennaio 1887 |
| Partito                            | Partito                            | Candidato                          | Voti                      | %                         |
| ---------------------------------- | ---------------------------------- | ---------------------------------- | ------------------------- | ------------------------- |
|                                    | —                                  | Antonio Araldi                     | 3 698                     | 58,73                     |
|                                    | —                                  | Giuseppe Cadenazzi                 | 2 474                     | 39,29                     |
|                                    | —                                  | Amilcare Cipriani                  | 125                       | 1,99                      |
|                                    |                                    |                                    |                           |                           |
| Iscritti                           | Iscritti                           | Iscritti                           | 22 975                    | 100,00                    |
| ↳ Votanti (% su iscritti)          | ↳ Votanti (% su iscritti)          | ↳ Votanti (% su iscritti)          | 6 563                     | 28,57                     |
| ↳ Voti validi (% su votanti)       | ↳ Voti validi (% su votanti)       | ↳ Voti validi (% su votanti)       | 6 297                     | 95,95                     |
| ↳ Schede non valide (% su votanti) | ↳ Schede non valide (% su votanti) | ↳ Schede non valide (% su votanti) | 266                       | 4,05                      |
| ↳ Astenuti (% su iscritti)         | ↳ Astenuti (% su iscritti)         | ↳ Astenuti (% su iscritti)         | 16 412                    | 71,43                     |

L'onorevole Gandolfi fu pronosso colonnello brigadiere il 2 ottobre 1887 e fu indetta un'elezione suppletiva per il 27 novembre 1887.
| Partito                            | Partito                            | Candidato                          | Risultati 27 novembre 1887 | Risultati 27 novembre 1887 |
| Partito                            | Partito                            | Candidato                          | Voti                       | %                          |
| ---------------------------------- | ---------------------------------- | ---------------------------------- | -------------------------- | -------------------------- |
|                                    | —                                  | Antonio Gandolfi                   | 5 050                      | 99,63                      |
|                                    | —                                  | Antonio Araldi                     | 19                         | 0,37                       |
|                                    |                                    |                                    |                            |                            |
| Iscritti                           | Iscritti                           | Iscritti                           | 29 516                     | 100,00                     |
| ↳ Votanti (% su iscritti)          | ↳ Votanti (% su iscritti)          | ↳ Votanti (% su iscritti)          | 5 221                      | 17,69                      |
| ↳ Voti validi (% su votanti)       | ↳ Voti validi (% su votanti)       | ↳ Voti validi (% su votanti)       | 5 069                      | 97,09                      |
| ↳ Schede non valide (% su votanti) | ↳ Schede non valide (% su votanti) | ↳ Schede non valide (% su votanti) | 152                        | 2,91                       |
| ↳ Astenuti (% su iscritti)         | ↳ Astenuti (% su iscritti)         | ↳ Astenuti (% su iscritti)         | 24 295                     | 82,31                      |

L'onorevole Menotti morì il 10 giugno 1889 e fu indetta un'elezione suppletiva per il 7 luglio 1889.
| Partito                            | Partito                            | Candidato                          | Risultati 7 luglio 1889 | Risultati 7 luglio 1889 |
| Partito                            | Partito                            | Candidato                          | Voti                    | %                       |
| ---------------------------------- | ---------------------------------- | ---------------------------------- | ----------------------- | ----------------------- |
|                                    | —                                  | Giuseppe Basini                    | 3 620                   | 63,31                   |
|                                    | —                                  | Giacomo Sacerdoti                  | 2 098                   | 36,69                   |
|                                    |                                    |                                    |                         |                         |
| Iscritti                           | Iscritti                           | Iscritti                           | 23 532                  | 100,00                  |
| ↳ Votanti (% su iscritti)          | ↳ Votanti (% su iscritti)          | ↳ Votanti (% su iscritti)          | 6 172                   | 26,23                   |
| ↳ Voti validi (% su votanti)       | ↳ Voti validi (% su votanti)       | ↳ Voti validi (% su votanti)       | 5 718                   | 92,64                   |
| ↳ Schede non valide (% su votanti) | ↳ Schede non valide (% su votanti) | ↳ Schede non valide (% su votanti) | 454                     | 7,36                    |
| ↳ Astenuti (% su iscritti)         | ↳ Astenuti (% su iscritti)         | ↳ Astenuti (% su iscritti)         | 17 360                  | 73,77                   |

### XVII legislatura
Le votazioni si svolsero in 135 collegi plurinominali a doppio turno con la normativa del 1882 (al primo turno un numero di voti maggiore di un ottavo degli iscritti al voto).
| Partito                    | Partito                    | Candidato                  | Primo turno 23 novembre 1890 | Primo turno 23 novembre 1890 | Ballottaggio 30 novembre 1890 | Ballottaggio 30 novembre 1890 |
| Partito                    | Partito                    | Candidato                  | Voti                         | %                            | Voti                          | %                             |
| -------------------------- | -------------------------- | -------------------------- | ---------------------------- | ---------------------------- | ----------------------------- | ----------------------------- |
|                            | —                          | Antonio Gandolfi           | 5 782                        | 62,93                        |                               |                               |
|                            | —                          | Giovanni Tabacchi          | 5 710                        | 62,15                        |                               |                               |
|                            | —                          | Giuseppe Basini            | 5 251                        | 57,15                        |                               |                               |
|                            | —                          | Adeodato Bonasi            | 4 564                        | 49,67                        |                               |                               |
|                            | —                          | Antonio Araldi             | 2 890                        | 31,45                        | 4 305                         | 50,00                         |
|                            | —                          | Gregorio Agnini            | 2 995                        | 32,60                        | 4 197                         | 48,75                         |
|                            | —                          | Carlo Gallini              | 2 848                        | 31,00                        |                               |                               |
|                            | —                          | Erminio Ferrari            | 386                          | 4,20                         |                               |                               |
|                            |                            |                            |                              |                              |                               |                               |
| Iscritti                   | Iscritti                   | Iscritti                   | 25 358                       | 100,00                       | 25 358                        | 100,00                        |
| ↳ Votanti (% su iscritti)  | ↳ Votanti (% su iscritti)  | ↳ Votanti (% su iscritti)  | 9 188                        | 36,23                        | 8 610                         | 33,95                         |
| ↳ Astenuti (% su iscritti) | ↳ Astenuti (% su iscritti) | ↳ Astenuti (% su iscritti) | 16 170                       | 63,77                        | 16 748                        | 66,05                         |

Poiché soltanto 4 candidati avevano raggiunto il quorum previsto dall'articolo 74 della legge elettorale, fu effettuato il ballottaggio tra Araldi e Agnini.
L'onorevole Araldi morì il 9 gennaio 1891 e fu indetta un'elezione suppletiva per il 15 febbraio 1891
| Partito                            | Partito                            | Candidato                          | Risultati 15 febbraio 1891 | Risultati 15 febbraio 1891 |
| Partito                            | Partito                            | Candidato                          | Voti                       | %                          |
| ---------------------------------- | ---------------------------------- | ---------------------------------- | -------------------------- | -------------------------- |
|                                    | —                                  | Gregorio Agnini                    | 5 351                      | 55,97                      |
|                                    | —                                  | Giuseppe Triani                    | 4 210                      | 44,03                      |
|                                    |                                    |                                    |                            |                            |
| Iscritti                           | Iscritti                           | Iscritti                           | 25 172                     | 100,00                     |
| ↳ Votanti (% su iscritti)          | ↳ Votanti (% su iscritti)          | ↳ Votanti (% su iscritti)          | 9 801                      | 38,94                      |
| ↳ Voti validi (% su votanti)       | ↳ Voti validi (% su votanti)       | ↳ Voti validi (% su votanti)       | 9 561                      | 97,55                      |
| ↳ Schede non valide (% su votanti) | ↳ Schede non valide (% su votanti) | ↳ Schede non valide (% su votanti) | 240                        | 2,45                       |
| ↳ Astenuti (% su iscritti)         | ↳ Astenuti (% su iscritti)         | ↳ Astenuti (% su iscritti)         | 15 371                     | 61,06                      |

### XVIII legislatura
Le votazioni si svolsero in 508 collegi uninominali a doppio turno. Come previsto dalla legge elettorale politica del 28 giugno 1892, era eletto al primo turno il candidato che «ha ottenuto un numero di voti maggiore del sesto del numero totale degli elettori iscritti nella lista del collegio e più della metà dei suffragi dati dai votanti» escludendo le schede nulle (art. 74). Se nessun candidato era eletto, al ballottaggio tra i due candidati con più voti (art. 75) era eletto chi otteneva il maggior numero di voti oppure, in caso di ugual numero di voti, il maggiore d'età (art. 77).
| Partito                            | Partito                            | Candidato                          | Primo turno 6 novembre 1892 | Primo turno 6 novembre 1892 | Ballottaggio 13 novembre 1892 | Ballottaggio 13 novembre 1892 |
| Partito                            | Partito                            | Candidato                          | Voti                        | %                           | Voti                          | %                             |
| ---------------------------------- | ---------------------------------- | ---------------------------------- | --------------------------- | --------------------------- | ----------------------------- | ----------------------------- |
|                                    | —                                  | Adeodato Bonasi                    | 1 206                       | 50,46                       | 1 720                         | 54,81                         |
|                                    | —                                  | Giacomo Tosi Bellucci              | 1 184                       | 49,54                       | 1 418                         | 45,19                         |
|                                    |                                    |                                    |                             |                             |                               |                               |
| Iscritti                           | Iscritti                           | Iscritti                           | 5 884                       | 100,00                      | 5 884                         | 100,00                        |
| ↳ Votanti (% su iscritti)          | ↳ Votanti (% su iscritti)          | ↳ Votanti (% su iscritti)          | 2 471                       | 42,00                       | 3 188                         | 54,18                         |
| ↳ Voti validi (% su votanti)       | ↳ Voti validi (% su votanti)       | ↳ Voti validi (% su votanti)       | 2 390                       | 96,72                       | 3 138                         | 98,43                         |
| ↳ Schede non valide (% su votanti) | ↳ Schede non valide (% su votanti) | ↳ Schede non valide (% su votanti) | 81                          | 3,28                        | 50                            | 1,57                          |
| ↳ Astenuti (% su iscritti)         | ↳ Astenuti (% su iscritti)         | ↳ Astenuti (% su iscritti)         | 3 413                       | 58,00                       | 2 696                         | 45,82                         |

### XIX legislatura
Le votazioni si svolsero in 508 collegi uninominali a doppio turno con la normativa del 1892 (al primo turno un numero di voti maggiore di un sesto degli iscritti al voto).
| Partito                            | Partito                            | Candidato                          | Risultati 26 maggio 1895 | Risultati 26 maggio 1895 |
| Partito                            | Partito                            | Candidato                          | Voti                     | %                        |
| ---------------------------------- | ---------------------------------- | ---------------------------------- | ------------------------ | ------------------------ |
|                                    | —                                  | Paolo Menafoglio                   | 1 202                    | 52,63                    |
|                                    | —                                  | Paolo Fabrizi                      | 653                      | 28,59                    |
|                                    | —                                  | Gregorio Agnini                    | 429                      | 18,78                    |
|                                    |                                    |                                    |                          |                          |
| Iscritti                           | Iscritti                           | Iscritti                           | 4 602                    | 100,00                   |
| ↳ Votanti (% su iscritti)          | ↳ Votanti (% su iscritti)          | ↳ Votanti (% su iscritti)          | 2 364                    | 51,37                    |
| ↳ Voti validi (% su votanti)       | ↳ Voti validi (% su votanti)       | ↳ Voti validi (% su votanti)       | 2 284                    | 96,62                    |
| ↳ Schede non valide (% su votanti) | ↳ Schede non valide (% su votanti) | ↳ Schede non valide (% su votanti) | 80                       | 3,38                     |
| ↳ Astenuti (% su iscritti)         | ↳ Astenuti (% su iscritti)         | ↳ Astenuti (% su iscritti)         | 2 238                    | 48,63                    |

### XX legislatura
Le votazioni si svolsero in 508 collegi uninominali a doppio turno con la normativa del 1892 (al primo turno un numero di voti maggiore di un sesto degli iscritti al voto).
| Partito                            | Partito                            | Candidato                          | Risultati 21 marzo 1897 | Risultati 21 marzo 1897 |
| Partito                            | Partito                            | Candidato                          | Voti                    | %                       |
| ---------------------------------- | ---------------------------------- | ---------------------------------- | ----------------------- | ----------------------- |
|                                    | —                                  | Paolo Menafoglio                   | 1 271                   | 60,78                   |
|                                    | —                                  | Gregorio Agnini                    | 820                     | 39,22                   |
|                                    |                                    |                                    |                         |                         |
| Iscritti                           | Iscritti                           | Iscritti                           | 4 537                   | 100,00                  |
| ↳ Votanti (% su iscritti)          | ↳ Votanti (% su iscritti)          | ↳ Votanti (% su iscritti)          | 2 182                   | 48,09                   |
| ↳ Voti validi (% su votanti)       | ↳ Voti validi (% su votanti)       | ↳ Voti validi (% su votanti)       | 2 091                   | 95,83                   |
| ↳ Schede non valide (% su votanti) | ↳ Schede non valide (% su votanti) | ↳ Schede non valide (% su votanti) | 91                      | 4,17                    |
| ↳ Astenuti (% su iscritti)         | ↳ Astenuti (% su iscritti)         | ↳ Astenuti (% su iscritti)         | 2 355                   | 51,91                   |

### XXI legislatura
Le votazioni si svolsero in 508 collegi uninominali a doppio turno con la normativa del 1892 (al primo turno un numero di voti maggiore di un sesto degli iscritti al voto).

### XXII legislatura
Le votazioni si svolsero in 508 collegi uninominali a doppio turno con la normativa del 1892 (al primo turno un numero di voti maggiore di un sesto degli iscritti al voto).

### XXIII legislatura
Le votazioni si svolsero in 508 collegi uninominali a doppio turno con la normativa del 1892 (al primo turno un numero di voti maggiore di un sesto degli iscritti al voto).

### XXIV legislatura
Le votazioni si svolsero negli stessi 508 collegi uninominali già esistenti ma, come previsto dal regio decreto del 26 giugno 1913, era eletto al primo turno il candidato che «ha ottenuto un numero di voti maggiore del decimo del numero totale degli elettori del collegio e più della metà dei suffragi dati dai votanti» escludendo le schede nulle (art. 91). Se nessun candidato era eletto, al ballottaggio tra i due candidati con più voti (art. 92) era eletto chi otteneva il maggior numero di voti oppure, in caso di ugual numero di voti, il maggiore d'età (art. 93).